# ジョン・R・オペル
ジョン・ロバーツ・オペル（John Roberts Opel、1925年1月5日 - 2011年11月3日）は、アメリカ合衆国の実業家である。長年にわたりIBMの経営に関わり、1974年から1985年まで社長、1981年から1985年までCEO、1983年から1986年まで取締役会長を務めた。

## 若年期と教育
オペルは1925年1月5日にミズーリ州カンザスシティで生まれ、ジェファーソンシティで育った。父はジェファーソンシティで金物屋を経営していた。ミズーリ州フルトンのウェストミンスター大学で英語を専攻した。第二次世界大戦中はフィリピン戦線と沖縄戦に従軍した。1949年、シカゴ大学でMBAを取得した。

## キャリア
大学卒業後、オペルは、父の仕事を継ぐか、経済学の教科書をリライトする仕事のオファーを受けるかで迷っていた。一家で交友があったIBM社員と旅行をしているときに、IBMの営業職のオファーを受け、これを受けることにした。
1959年、オペルはICMのトーマス・J・ワトソン・ジュニアCEOの下で執行役員補佐に就任し、そこから急速に昇進して、製造部門や広報部門などの要職を歴任した。1964年には、メインフレームSystem/360の発売を指揮した。1974年に社長に選出された。1981年にはCEOを兼任し、1983年に取締役会長に就任した。
オペルの指揮の下で、IBMはIBM PCを開発・発売し、世界のコンピューティングとIBMの様相を劇的に変化させた。

## 晩年
オペルはニューヨーク州チャパクアに長年住んでいた。その後、フロリダ州フォートマイヤーズに移住し、2011年11月3日にフォートマイヤーズの自宅で死去した。86歳だった。